# Nombre de Dios (Durango)
Nombre de Dios é um município do estado de Durango, no México.